# Guido Lindemann
Guido Lindemann (* 19. Februar 1955 in Arosa) ist ein ehemaliger Schweizer Eishockeyspieler.

## Karriere
Der in Arosa aufgewachsene Guido Lindemann durchlief die gesamte Juniorenkarriere beim EHC Arosa. In der Saison 1969/70 spielte der talentierte Stürmer mit 15 Jahren erstmals anstelle und unter dem Namen seines Bruders Hanspeter in der ersten Mannschaft. In den folgenden Jahren wurde er immer mehr zu einer tragenden Stütze des Vereins, mit welchem er 1973 in die Nationalliga B und 1977 in die Nationalliga A aufstieg. Nun folgten Lindemanns sportlich erfolgreichste Jahre: Als Sturmpartner von Jöri Mattli und von Bruder Markus Lindemann errang er mit dem EHC Arosa 1980 und 1982 den Meistertitel. Zudem wurde er mit dem EHC Arosa 1981 und 1984 Zweiter sowie 1985 Dritter der Schweizer Meisterschaft. Er bestritt 44 Länderspiele und Weltmeisterschaften mit der Nationalmannschaft.
Guido Lindemann war trotz seiner regelmässigen reisebedingten Absenzen während der Saisonvorbereitungen ein Spieler mit einem aussergewöhnlichen Torinstinkt. Als Vorbereiter war er zudem ebenso erfolgreich. Dies erlaubte es ihm, als erster Schweizer Spieler der neueren Eishockeygeschichte, 1981 (79 Punkte) und 1982 (67 Punkte) Torschützenkönig der Nationalliga A zu werden. Erst 30 Jahre später, in der Saison 2011/12, gelang es wieder einem Schweizer, namentlich Damien Brunner, die Liga als punktbester Akteur zu beenden. Auch in den Meisterschaften 1983 und 1984 gehörte er als Torjäger zur absoluten Spitze. Zusammen mit seinen Sturmpartnern Merlin Malinowski und Jöri Mattli war er einer der erfolgreichsten Schweizer Eishockeyspieler jener Zeit. Trotz diverser lukrativer Angebote von anderen Schweizer Vereinen blieb Guido Lindemann – wie früher schon sein Vorbild Hansmartin Trepp – dem EHC Arosa während dessen Nationalliga-Zeiten stets erhalten. 
Nach dem freiwilligen Abstieg des EHC Arosa 1986 in die 1. Liga wechselte Lindemann 1987 für zwei Jahre zum Tessiner Traditionsverein HC Ambrì-Piotta. 1990 bis 1992 spielte er für den EHC Chur je ein Jahr in der Nationalliga B und A. Zwischendurch und danach half er regelmässig seinem Stammklub EHC Arosa in der 1. und 2. Liga aus, wobei er zeitweise auch mit seinem Sohn Sven Lindemann zusammenspielte. Seine Karriere beendete er beim SC Rheintal in der 2. Liga.

## Privates
Guido Lindemanns Vater stammte aus Sursee, die Mutter aus Amsteg. Letztere arbeitete während fast zweier Jahrzehnte als Hebamme in Arosa und war in dieser Funktion unter anderem bei den Geburten von Lolo und Hansi Schmid anwesend. 
1984 kaufte Guido Lindemann die örtliche Englische Kirche. 1985 ließ er diese abreißen und an ihrer Stelle das Geschäftshaus «Il Cural» errichten. Später erwarb er auch das benachbarte Haus Hold, welches er über die Jahre in ein Hotel garni mit eishockeygeschichtlich gestaltetem Barbetrieb umbaute. 
Nach der Beendigung seiner Spielerkarriere betätigte sich Guido Lindemann zusammen mit seiner Ehefrau als Transportunternehmer und Investor in Arosa. Er ist neben den Mitgliedern des legendären Aroser Waldeck-Sturms (Ueli Poltera, Hansmartin Trepp und Gebi Poltera) der wohl erfolgreichste und bekannteste Spieler in der Geschichte des EHC Arosa.
Die Söhne Kim Lindemann und Sven Lindemann sowie die Enkel Kevin Lindemann und Colin Lindemann waren beziehungsweise sind ebenfalls professionelle Eishockeyspieler.